# Villers-le-Sec (Aisne)
Villers-le-Sec is een gemeente in het Franse departement Aisne (regio Hauts-de-France) en telt 236 inwoners (1999). De plaats maakt deel uit van het arrondissement Saint-Quentin.

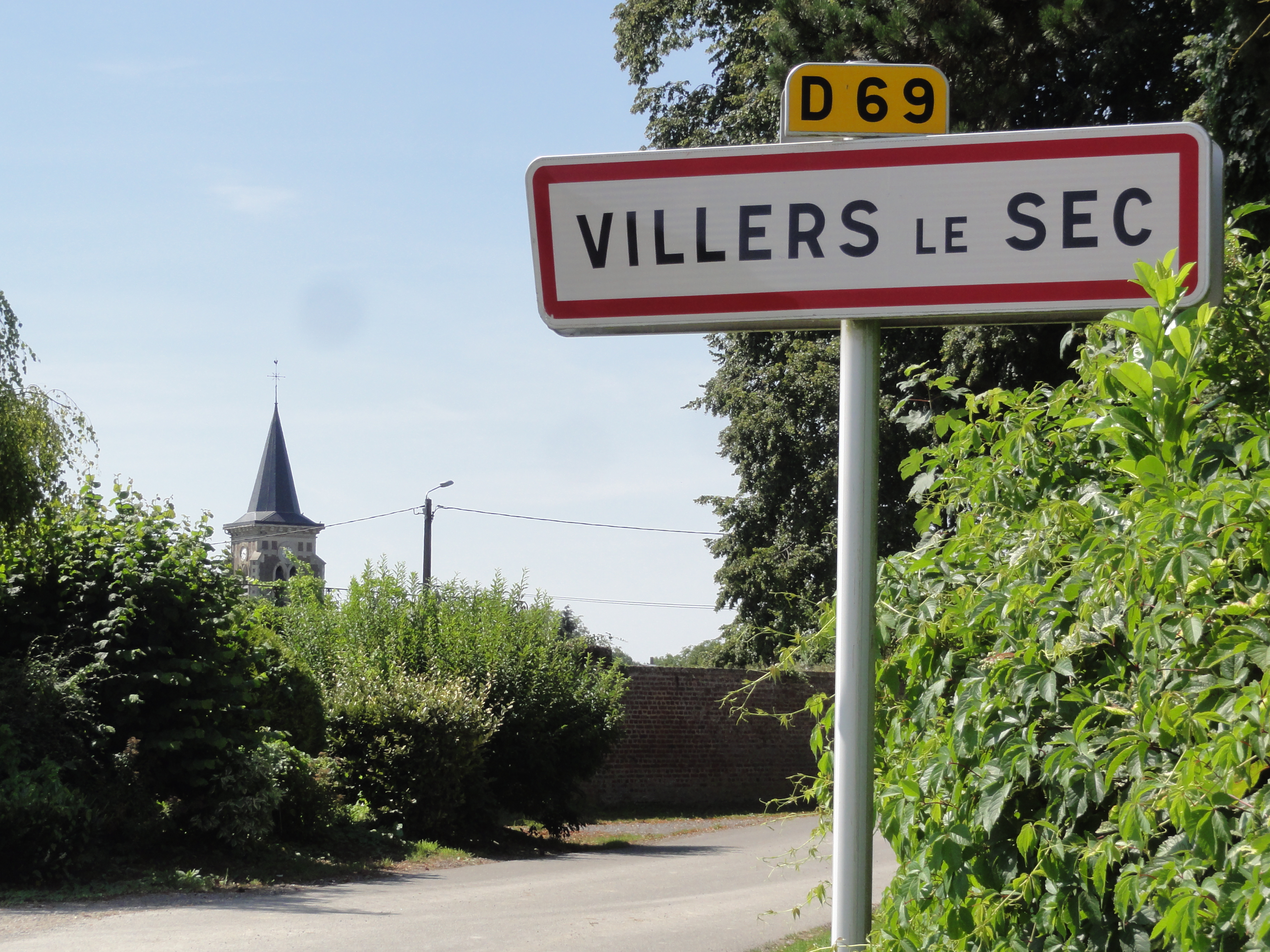
Villers-le-Sec
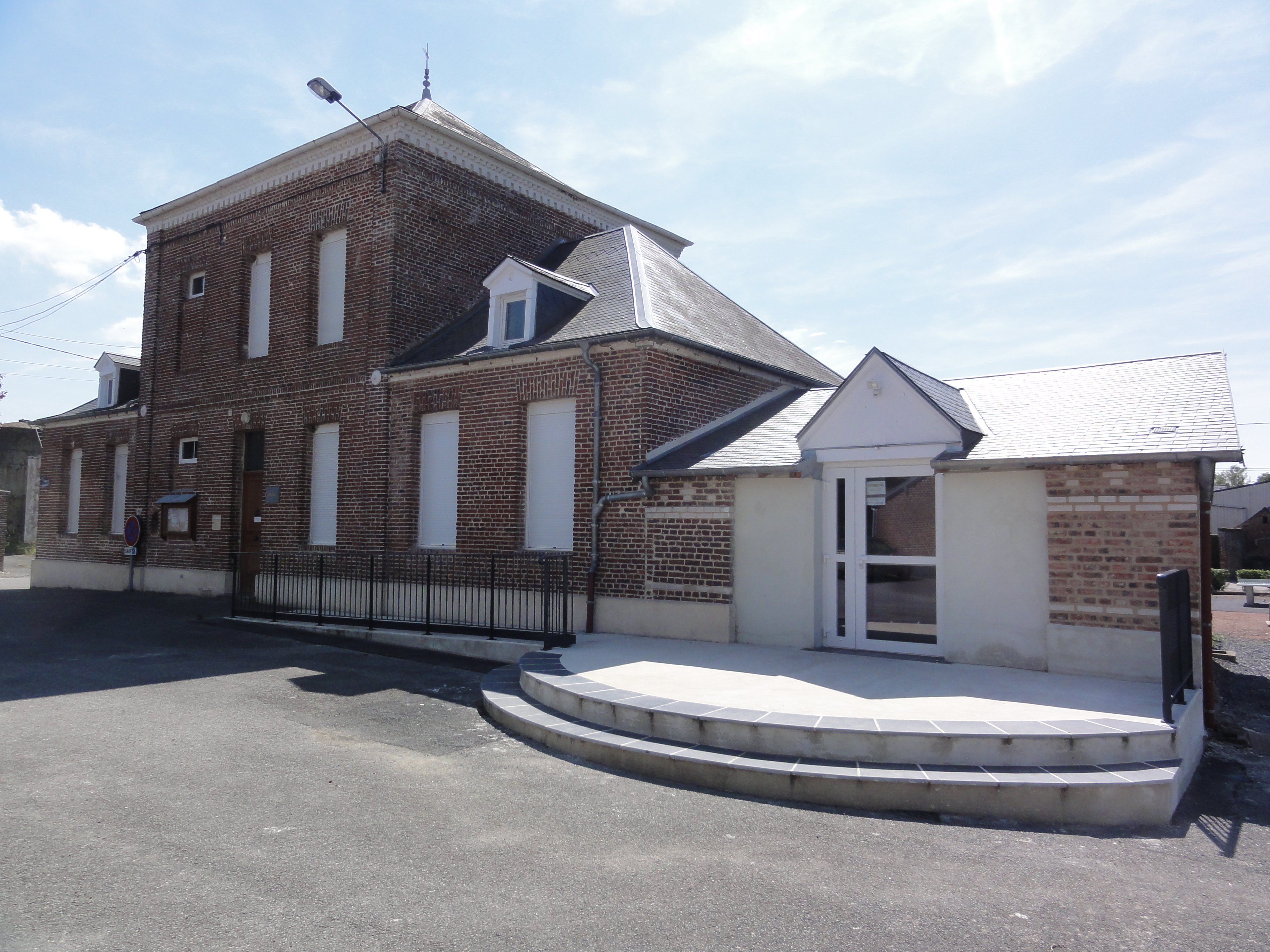
Gemeentehuis

## Geografie
De oppervlakte van Villers-le-Sec bedraagt 10,8 km², de bevolkingsdichtheid is 21,9 inwoners per km².
De onderstaande kaart toont de ligging van Villers-le-Sec (Aisne) met de belangrijkste infrastructuur en aangrenzende gemeenten.

## Demografie
Onderstaande figuur toont het verloop van het inwonertal (bron: INSEE-tellingen).
Vanwege een beveiligingsprobleem met de MediaWiki Graph-software is het momenteel niet mogelijk deze grafiek weer te geven. Zodra de software is bijgewerkt zal de grafiek vanzelf weer zichtbaar worden.